# A Maldição do Sanpaku
A maldição do Sanpaku é um longa-metragem brasileiro do gênero policial, lançado em 1991. Dirigido por José Joffily, foi premiado no Festival de Gramado e no Festival de Brasília.

## Sinopse
O enredo tem seu início em Miami, Flórida e posteriormente continua no Rio de Janeiro. O personagem Gafanhoto, interpretado por Roberto Bomtempo, faz parte de uma quadrilha de contrabandistas. Ao tentar dar golpe em perigosa quadrilha, o rapaz compra a ira do chefe, o personagem Velho, interpretado por Sérgio Britto, um homem disposto a qualquer coisa para reaver sua fortuna. Envolvidos na trama estão também o melhor amigo do rapaz e sua namorada, uma linda mulher que traz nos olhos a marca da tragédia.

## Elenco
|             |  |                                              |
| Wilson Grey |  | Sérgio Britto interpretou o personagem Velho |

- Felipe Camargo .... Poeta[2]
- Patrícia Pillar .... Cris[2]
- Roberto Bomtempo .... Gafanhoto[2]
- Sérgio Britto .... Velho[2]
- Rogéria .... Loura[2]
- Paulo Barbosa .... Negão[2]
- Jonas Bloch .... Bruce[2]
- Nelson Dantas .... Gold[2]
- Carlos Gregório .... Sivuca[2]
- Anselmo Vasconcelos[2]
- Wilson Grey[2]

## Principais prémios e nomeações
O filme recebeu as seguintes premiações:
- Festival de Gramado (1991)

Melhor ator coadjuvante para Roberto Bomtempo;
Melhor montagem para Vera Freire;
Melhor fotografia para Nonato Estrela;
- Festival de Brasília (1992)

Melhor filme do júri popular e do júri oficial;
Melhor ator;
Melhor atriz;
Melhor fotografia;
Melhor montagem.